# Heinrich Richard von Hagen
Heinrich Richard Hagen, ab 1688 Heinrich Richard Freiherr von Hagen (* 1655; † 9. November 1729 in Regensburg) war ein deutscher Jurist und Gesandter zu den Reichstagen zu Regensburg.

## Leben
Heinrich Richard Hagen wurde als Sohn des Kanzlers Johann Heinrich Hagen († 1709) und dessen Ehefrau Lucia Schrader (1633–1657)
geboren. 
Nach seinem Studium der Rechtswissenschaften an der Friedrich-Schiller-Universität Jena (Immatrikulation 1679)
nahm er am 11. Januar 1686 die ihm angetragene Stelle als Hofrat und Hofmeister beim Erbprinzen Georg Wilhelm (Brandenburg-Bayreuth), der von 1712 bis 1726 Markgraf des Fürstentums Bayreuth war, an.
Nach neunjähriger Tätigkeit wechselte er 1696 als General-Kriegskommissar und Geheimer Kammerrat in das Gesamthaus der Ernestiner, wo er später auch als Gesandter tätig wurde. 
Am 22. Mai 1698 war er Gesandter für Sachsen-Coburg auf dem Reichstag zu Regensburg und in gleicher Funktion im Jahre 1708 für Hessen-Kassel
Im Oktober 1718 vertrat von Hagen Sachsen-Coburg, Sachsen-Altenburg, Hessen-Darmstadt, Mecklenburg-Schwerin, Güstrow und Schwerin  auf dem Reichstag. und am 14. November 1728 Sachsen-Eisenach.
Der Diplomat Gustav Adolf von Gotter wurde Hagens Nachfolger auf dem Regensburger Reichstag.

## Ehrungen
- 29. März 1688 Erhebung in den Reichsfreiherrnstand durch Leopold I.[6]